# Гальстон, Готфрид
Готфрид Гальстон (нем. Gottfried Galston; 31 августа 1879, Вена — 2 апреля 1950, Сент-Луис) — австрийский пианист еврейского происхождения.

## Биография
В 1895—1899 гг. учился в Вене у Теодора Лешетицкого, затем в 1899—1900 гг. в Лейпцигской консерватории изучал композицию и теорию музыки у Карла Райнеке и Саломона Ядассона. Концертировал по всему миру: в 1902 году выступал в Австралии, в 1912 году в США (где его концертом открылся Эолиан-холл), в 1914 году в Грузии (цикл из пяти концертов Гальстона в Тифлисе получил восторженную реакцию местной критики). 
В 1903—1907 гг. преподавал в берлинской Консерватории Штерна, в 1908—1909 гг. в Санкт-Петербургской консерватории. В 1910 г. поселился в Баварии в городке Планег. В 1921—1927 гг. жил в Берлине, в 1926 г. гастролировал в СССР (Москва, Ленинград, Харьков). С 1927 года преподавал в Университете Вашингтона в Сент-Луисе.
На протяжении многих лет Гальстон был близким соратником Ферруччо Бузони, ему посвящена первая из «Элегий» Бузони (1907). Переписка Бузони и Гальстона опубликована отдельным изданием. Так называемая «Рабочая книга» Гальстона (нем. Studienbuch; 1909, третье издание 1920), представляющая собой разбор ряда произведений с исполнительской точки зрения, сложилась под влиянием Бузони.
Был дважды женат, в 1910—1918 гг. на пианистке Сандре Друкер, в 1919—1939 гг. на художнице Александре Корсаковой.